# 울펜슈타인: 에너미 테리토리

울펜슈타인: 에너미 테리토리(Wolfenstein: Enemy Territory→울펜슈타인: 적진)는 리턴 투 캐슬 울펜슈타인(이하 RTCW)의 확장팩으로 계획되었던 멀티 플레이 전용 1인칭 슈팅 게임이다. 제작 도중에 문제로 생겨 멀티 플레이 부문만을 떼어내어 2003년 5월 29일에 출시되었다. 이드 테크 3 엔진을 개조한 RTCW 엔진을 사용하여 제작되었다.
2004년에 엔진 부문을 제외한 게임 로직의 소스 코드가 공개되었다.

## 게임진행
게임진행의 중점은 싱글 플레이 부문이 삭제되고 랜 또는 인터넷을 통해 서버에 접속하는 멀티 플레이에 초점이 맞춰져 있다. 원작인 리턴 투 울펜슈타인과 마찬가지로 연합군과 추축군의 두 팀이 치거나 막는 것이 기본적인 게임의 방식이다. 공정한 게임진행을 위한 안티치트 솔루션 프로그램 펑크버스터를 지원한다.
게임내에 기본적으로 포함된 7개의 공식적인 맵은 모두 연합군이 공격하고 추축군이 막는 입장은 디자인되어 있고, 구성에 따라 북아프리카 전역(Gold Rush, Siwa Oasis, and Seawall Battery), 유럽 전역(Rail Gun, Wurzburg Radar, and Fuel Dump)으로 나뉜다. 게임 방식은 캠페인 모드(Campaign mode), 오브젝트 모드(Objective mode), 스탑와치 모드(Stopwatch mode), 라스트 맨 스텐딩 모드(Last man standing)를 지원한다.
게임이 시작되면, 게이머는 독일 국방군과 미국 육군의 각 최하 계급에서 시작하여 게임을 진행하면서 누적된 경험치에 따라 해당 계급에서 다음 계급으로 오른다. 그리고 배틀 센스, 라이트 웨폰과 각 클래스별 스킬의 수준이 오르게 되는데, 서버의 설정에 따라 하나의 전역을 마치거나 접속을 끊으면 경험치나 게임 state가 초기화된다. 아예 계급 체계 자체가 비활성화되어 있을 수 있다.

## 같이 보기
- 리턴 투 캐슬 울펜슈타인
- 에너미 테리토리: 퀘이크 워즈
- 트루컴뱃: 엘리트